# 少女情懷總是攣
《意亂情迷》（英語：Lost and Delirious）是一部由莉亞·普爾任導演的加拿大獨立電影，零散地根據蘇珊·史旺（Susan Swan）的長篇小說 The Wives Of Bath 改編而成。劇情講述轉校生瑪麗（米莎·巴頓飾）以第三身身份見證著恐同症（homophobia ）如何摧毀寶琳（派波·裴瑞柏飾）和薇朵莉亞（潔西卡·帕爾飾）之間的情誼。

## 劇情大要
瑪麗（花名：慕絲）是一個寂寞的女孩，自從母親去世後，就被父親送去寄宿學校寄讀。瑪麗被編到與充滿活力的寶琳（花名：寶麗）及美麗動人的薇朵莉亞（花名：朵莉）一同作室友。開朗的二人讓原本暗沈的瑪麗逐漸的放開懷抱，三人遂成了好友。然而，瑪麗卻發現朵莉與寶麗二人原來是戀人，但在瑪麗眼中二人的關係是出乎地平常。
直到一天，朵莉的妹妹撞見她和寶麗相擁在床上，很快地，謠言蜚短流長。朵莉因極其害怕家人追問，以及他人的異樣眼光，於是選擇疏離寶麗，繼而投入男生傑克的懷抱，勉力去發展常人眼中的一段戀情。但寶麗卻不肯放棄，不斷向 朵莉作出愛的宣言。然而，一切又顯得無力挽回。寶麗陷入痛苦及絕望，從自己親手救治和捕養的遊隼得到啟發，以跳樓自殺獲得解脫。
又因瑪麗見證著二人所有的一切，故在心靈上從麻木無知，不知不覺間漸變成熟。

## 演員
- 派波·裴瑞柏（英语：Piper Perabo） 飾演 寶琳（寶麗）·奧斯特（Pauline "Paulie" Oster）
- 潔西卡·帕爾（英语：Jessica Paré） 飾演 薇朵莉亞（朵莉）·莫勒（Victoria "Tori" Moller）
- 米莎·巴頓 飾演 瑪麗（慕絲）·貝德福特（Mary "Mouse" Bedford）
- 賈姬·巴勒斯（英语：Jackie Burroughs） 飾演 費伊·范恩（Fay Vaughn）
- 美美·庫茲克（英语：Mimi Kuzyk） 飾演 愛蓮娜·班奈特（Eleanor Bannet）
- 葛拉罕·格林 飾演 喬·門濟斯（Joe Menzies）
- 艾蜜莉·范康普 飾演 愛麗森·莫勒（Allisson Moller）
- 卡洛琳·達芙娜（英语：Caroline Dhavernas） 飾演 凱拉（Kara）
- 路克·柯比（英语：Luke Kirby） 飾演 傑克·霍蘭德（Jake Hollander）
- 飾演 布魯斯·莫勒（Bruce Moller）
- 彼得·奧爾德林（英语：Peter Oldring） 飾演 菲爾（Phil）
- 葛瑞絲·琳·昆（英语：Grace Lynn Kung） 飾演 蘿倫（Lauren）
- 飾演 約翰（John）
- 飾演 莫妮卡（Monica）

## 拍摄地点
拍摄于加拿大魁北克省主教大学及中学主教学院。

## 電影主題
此片涉及同性戀及恐同題材，尚待編輯。

## 電影與原著小說的分別
尚待編輯。

## 外部連結
- 互联网电影数据库（IMDb）上《少女情懷總是攣》的资料（英文）
- 豆瓣电影上《少女情懷總是攣》的資料 （简体中文）
- 爛番茄上《少女情懷總是攣》的資料（英文）